# Карасев Лог
Карасев Лог — река в Алтайском крае России, протекает по территории Крутихинского и Каменского районов. Длина реки составляет 15 км.
Начинается из прудов у посёлка Октябрьский, течёт в северо-восточном направлении, в низовьях — вблизи города Камень-на-Оби. Устье реки раньше находилось в 3161 км по левому берегу Оби (Новосибирское водохранилище), ныне она впадает в озеро Караси, являющееся старицей Оби, на высоте 114,6 метра над уровнем моря.

## Данные водного реестра
По данным государственного водного реестра России относится к Верхнеобскому бассейновому округу, водохозяйственный участок реки — Обь от города Барнаул до Новосибирского гидроузла, без реки Чумыш, речной подбассейн реки — бассейны притоков (Верхней) Оби до впадения Томи. Речной бассейн реки — (Верхняя) Обь до впадения Иртыша.
Код водного объекта — 13010200512115200003995.